# Sidney Magal

Sidney Magal, nombre artístico de Sidney Magalhães (Río de Janeiro, 19 de junio de 1953) es un cantante y actor brasileño.

## Biografía
Nacido en una familia de artistas, comenzó a cantar en programas infantiles de televisión, más tarde trabajando también en la noche en fiestas y clubes nocturnos. Su sobrenombre artístico surgió en una excursión por Europa.
Apareció en la mitad de los años 70 como un cantante de temas románticos. Su primer éxito fue un compacto co la sugestiva canción Se Te Agarro Com Outro Te Mato. Su mayor éxito fue Sandra Rosa Madalena, a Cigana, muy tocada en programas como Silvio Santos y Chacrinha entre el final de los años 70 y e inicio de los 80. Uno de los puntos más altos de su popularidad fue durante el inicio de los años 90 - con la efímera explosión de a lambada, Sidney Magal se tornó en uno de los mayores iconos de esta época; presentando, por ejemplo, la canción Me chama que eu vou, que fue incluso utilizada en la novela Rainha da Sucata de Rede Globo. También incursionó en el cine, protagonizando la película Amor Latino, donde se interpretaba a sí mismo. Sus shows atraen a un público en su mayoría femenino, que al final de cada función ataca a Ídolo, buscando llevar pedazos de su ropa como recuerdo. En los años '90 buscó cambiar un poco su imagen, grabando un CD de jazz y bissa nova, acompañado de una orquesta. Enseguida regrabó sus antiguos éxitos para su álbum recopilatorio Discoteca do Chacrinha.

## Discografía
| Álbumes de estudio - 1977: Sidney Magal - 1978: Sidney Magal - 1979: O Amante - 1980: O Amor Não Tem Hora para Chegar - 1981: Quero Te Fazer Feliz - 1982: Magal Espetacular - 1983: Vibrações - 1984: Cara - 1985: Me Acende - 1987: Mãos Dadas - 1990: Magal - 1991: Só Satisfação - 1995: Sidney Magal & Big Band - 1998: Aventureiro - 2000: Baila Magal - 2006: Sidney Magal Ao Vivo [CD/DVD] |

## Mayores éxitos
- 1977 - Se Te Agarro Com Outro Te Mato
- 1977 - Meu Sangue Ferve Por Você
- 1978 - Sandra Rosa Madalena
- 1978 - Amante Latino
- 1979 - Estou Te Acostumando Mal
- 1979 - Brasileiro No Meu Calor
- 1988 - Amália Rosa
- 1990 - Me Chama Que Eu Vou
- 1991 - Bésame Mucho
- 1995 - Mulher
- 1995 - Céu Cor-De-Rosa
- 2005 - Tenho (Remix)
- 2006 - Meu Sangue Ferve Por Você (Remix)
- 2006 - Spot Light
- 2007 - Nada Além
- 2008 - Rasgatanga

## Trabajos cinematográficos
- Happy Feet Two - doblaje de personaje Amoroso (2011)
- Happy Feet - doblaje de personaje Amoroso (2006)
- Um Lobisomem na Amazônia - Sacerdote Inca (2005)
- O Caminho das Nuvens - Panamá (2003)
- Amante Latino (1979)
- O Sexo das Bonecas (1974)
- Inspetor Faustão e o Mallandro - Él mismo (1991)
- Jean Charles (filme) - Él mismo (2009)

## Trabajos televisivos
- A História de Ana Raio e Zé Trovão - Ed Cigano (1990)
- O Campeão - Ismael (1996)
- Celebridade - Él mismo (2004)
- A Diarista (O Spa) (2004)
- Da Cor do Pecado - Comandante Frazão (2004)
- Bang Bang - Zorroh (Cleiton) (2005)
- Toma Lá, Dá Cá (Boa Noite, Seu Ladir) - Esteban (2007)
- Faça Sua História (A Vingadora Capixaba) - Pasajero (2008)
- Uma Escolinha muito Louca - Profesor (2008/2009)

- Datos: Q3330873
- Multimedia: Sidney Magal / Q3330873